# Louis Gottreich Wilhelm Bahre
Louis Gottreich Wilhelm Bahre (* 26. September 1812 in Hamburg; † 6. September 1872 in Hannover) war ein deutscher Kaufmann und Politiker.

## Leben
Bahre gründete in Hamburg ein Handelsgeschäft unter Firma Louis Bahre und ging später nach Brasilien. Nach erfolgreicher Tätigkeit in Brasilien kehrte er 1850 nach Hamburg zurück. 
Er war 1851 und 1852 argentinischer Generalkonsul in Hamburg. 1864 ließ er seine Firma tilgen.
Von 1859 bis 1862 gehörte Bahre der Hamburgischen Bürgerschaft an. Einer seiner Söhne war der Architekt Ricardo Bahre. 